# 奇麗 (アルバム)
『奇麗』（きれい）は日本のロックバンド、女王蜂の4枚目のスタジオ・アルバム。2015年3月25日にリリースされた。

## 概要
- 2013年2月以来約一年の活動休止が経ち、2014年バンド活動再開した後の初作品。
- ギターのひばりくんが加入した新体制の一作目作品。
- 全体のテーマは「恋愛」であり、普遍性でもある音楽や歌詞を目指した。[1]

## 曲目
全作曲・作詞：薔薇園アヴ　編曲：女王蜂、薔薇園アヴ
1. 一騎打ち
2. 泡姫様
3. もう一度欲しがって
4. ワンダーキス
5. ヴィーナス
ドラマ『怪奇恋愛作戦』のOP曲・初シングル
6. 髪の毛
7. 折り鶴
8. 売春
アヴちゃんの1人デュエットで構成した曲。
また、篠崎愛と共演する別バージョンもシングル形式でリリースされた。
9. 始発
10. 緊急事態

### 附録
- 初回生産限定盤：スペシャル映像作品DVD『残酷』
- アヴちゃん小説作品『残酷』

## メンバー
- ボーカル：アヴちゃん
- ベース：やしちゃん
- ドラム：ルリちゃん
- ギター：ひばりくん

### サポートメンバー
- キーボード：みーちゃん
- タンバリン：皆川真人（OORONG-SHA）－始発（#9）
- 全曲リミックス：佐藤雅彦